# Trung tâm nghiên cứu radar nâng cao
Trung tâm nghiên cứu radar nâng cao (Tiếng Anh: Advanced Radar Research Center, ARRC) là một trường Đại học Strategic Organization (University Strategic Organization) của Đại học Oklahoma (OU) đặt vị trí tại Phòng thí nghiệm radar mới (RIL; Radar Innovation Lab) ở Norman, Oklahoma. Giám đốc điều hành của ARRC là Tiến sĩ Robert, David Palmer.